# Băbana (Argeș)
Băbana es una comuna rumana del condado de Argeș.

## Historia
Hacia finales del siglo XIX, la comuna, que ya por entonces pertenecía al condado de Argeș, estaba compuesta por las localidades de Băbana, Băncilești, Bascovul, Crîngul-Rău y Pleșești y tenía contabilizada una población de 587 habitantes,.
En la segunda mitad del siglo XX la comuna había pasado a estar formada por las localidades de Băbana, Băjănești, Ciobănești, Cotmenița, Groși, Lupueni y Slăatioarele. En el censo de 2021 la comuna tenía una población de 3210 habitantes.